# Mulinia edulis
Mulinia edulis, conocida como taquilla, colhue o almeja dulce es un molusco bivalvo de la familia Mactridae. 

## Características
De forma triangular oval, sus valvas son de color blanco amarillento con líneas concéntricas. Mide de 34 mm a 77 mm de largo, considerándose una medida mínima de extracción que sea mayor o igual a 55 mm. Debido a su alta resistencia a las condiciones ambientales, entre ellas, las variaciones de salinidad, y a su particular ciclo reproductivo, esta especie es una de las elegidas en Chile para el cultivo en estanques con el fin de comercializarlas.

## Distribución y hábitat
Se distribuye entre Callao (Perú) y Tierra del Fuego (Chile). Su hábitat se encuentra en fondos arenosos en el nivel inferior de la marea, cercano a la desembocadura de ríos.

## Nombres comunes
- Taquilla, colhue, almeja de agua dulce, almeja taquilla o simplemente almeja.